# Arrest Da Costa en Schaake
Het arrest Da Costra en Schaake is een uitspraak van het Europees Hof van Justitie
van 27 maart 1963 (gevoegde zaken 28+29+30/62), inzake
- verbod op verhoging van douanerechten
- ontvankelijkheid van een prejudiciële vraag
- uitzondering op verwijzingsplicht (acte éclairé).

## Casus en procesgang
Toepasselijk invoertarief. Verhoging van douanerechten door een gewijzigde rubricering. Drie procespartijen maken bezwaar bij de Belastingdienst en gaan in beroep bij de Tariefcommissie. Zij doen een beroep op het verbod van verhoging van douanerechten, (art. 12 EEG-verdrag, thans art. 30 Verdrag betreffende de werking van de Europese Unie).
In de loop van 1962 heeft de Tariefcommissie vier soortgelijke zaken bij het Hof aangemeld voor een prejudiciële beslissing, telkens met vrijwel gelijkluidende prejudiciële vragen. In de eerste zaak (zaak 26/62) heeft het Hof op 5 februari 1963 uitspraak gedaan, bekend als Van Gend en Loos-arrest. De andere drie zaken zijn gevoegd in het onderhavige arrest. Het antwoord op de (vrijwel gelijkluidende) prejudiciële vragen is in feite te vinden in het arrest Van Gend en Loos. Zodoende komt in dit arrest een andere rechtsvraag centraal te staan.

## Rechtsvragen
- Heeft artikel 12 EEG-verdrag directe werking? (Ja, conform Van Gend en Loos.)
- Is een verhoging van douanerechten door een gewijzigde rubricering in strijd met het Verdrag? (Ja, conform Van Gend en Loos.)
- Neemt het Hof een prejudiciële vraag in behandeling, als het Hof intussen in een soortgelijke zaak al heeft beslist? (Ja.)

## Uitspraak Hof
Het Hof neemt de prejudiciële vraag gewoon in behandeling. Het eigenlijke antwoord op de prejudiciële vragen is ontleend aan het kort daarvoor gewezen Van Gend en Loos-arrest (zaak 26/62).

Overwegende dat de Commissie (...) betoogt dat het verzoek dient te worden afgewezen nu het zonder voorwerp is geraakt, daar de vragen waarvoor in de onderhavige zaak een interpretatie aan het Hof is gevraagd reeds zijn beantwoord door het arrest 26/62 van 5 februari 1963, waarbij over gelijke vragen, opgeworpen in een overeenkomstige zaak, is beslist;
dat deze stelling ongegrond is;
dat toch allereerst dient te worden onderscheiden tussen de verplichting door artikel 177, derde alinea, opgelegd aan de nationale rechter in hoogste instantie en de bevoegdheid door het tweede lid aan elke nationale rechter toegekend om aan het Hof vragen omtrent de uitlegging van het Verdrag voor te leggen;
dat artikel 177, laatste lid, weliswaar aan de nationale rechterlijke instanties zoals de Tariefcommissie, waarvan de beslissingen volgens het nationale recht niet vatbaar zijn voor hogere voorziening, zonder enige beperking de verplichting oplegt om zich met vragen van uitlegging tot het Hof te wenden zodra zulk een vraag voor hen wordt opgeworpen,
doch dat moet worden toegegeven dat het gezag van een door het Hof reeds krachtens artikel 177 gegeven uitlegging deze verplichting van haar grond kan beroven en derhalve van haar inhoud kan ontdoen;
dat dit met name het geval is, wanneer de opgeworpen vraag zakelijk gelijk is aan een vraag welke reeds in een gelijksoortig geval voorwerp van een prejudiciële beslissing is geweest;
(...)
Overwegende echter dat zulks geenszins wegneemt dat iedere nationale rechter aan artikel 177 de bevoegdheid blijft ontlenen om, indien hij zulks nodig acht, vragen van uitlegging opnieuw aan het Hof voor te leggen;
(...)

## Conclusies
- De verplichting van "de nationale rechter in hoogste instantie" om zo nodig een prejudiciële vraag te stellen, geldt eveneens voor "nationale rechterlijke instanties zoals de Tariefcommissie, waarvan de beslissingen volgens het nationale recht niet vatbaar zijn voor hogere voorziening".
- Deze verplichting geldt niet als het Hof in een soortgelijke zaak al heeft beslist (acte éclairé). Zodoende is dit arrest een voorloper van het CILFIT-arrest (1982).
- Een nationale rechter mag altijd een prejudiciële vraag voorleggen aan het Hof. Dit is nog eens bevestigd in het CILFIT-arrest.[3]

## Tot besluit
- Intussen is het een gebruikelijke procedure dat het Hof de verwijzende rechter zo nodig wijst op eerdere jurisprudentie, zodat de prejudiciële vraag misschien wordt ingetrokken. (Zie bijvoorbeeld het Köbler-arrest.)